# Maria Flécheux
Maria Flécheux, née Marie-Louise Flécheux à Rouen le 1er août 1813 et morte à Paris le 20 août 1842, est une cantatrice française.

## Biographie
Maria Flécheux commença à se faire connaître comme artiste lyrique en 1834, sur le second théâtre de Rouen, où elle chanta dans deux concerts. Douée d’une voix fraîche, bien timbrée et des plus sympathiques, la jeune Maria, appelée à Paris, y fut bientôt remarquée et chaleureusement encouragée.
Le 7 novembre 1835, elle fit à l’Opéra un brillant début dans le rôle d’Alice de Robert le Diable de Meyerbeer et créa l’année suivante, avec beaucoup de succès, le rôle du page dans les Huguenots de Meyerbeer, le 29 février 1836.
Ayant quitté l’Opéra, Maria Flécheux se fit entendre dans plusieurs théâtres de province et fut, pendant quelques années, engagée au théâtre de Bruxelles, où elle tint son emploi avec distinction.
Maria Flécheux mourut de la tuberculose à 29 ans.

## Sources
- Théodore-Éloi Lebreton, Biographie rouennaise, Rouen, Le Brument, 1865, p. 139
- Noémi-Noire Oursel, Nouvelle biographie normande, Paris, A. Picard, 1886, p. 362